# Puccinia cacao
Puccinia cacao ist eine Ständerpilzart aus der Ordnung der Rostpilze (Pucciniales). Der Pilz ist ein Endoparasit von  Wasserfreund- und Hemarthria-Arten sowie Hackelochloa porifera. Symptome des Befalls durch die Art sind Rostflecken und Pusteln auf den Blattoberflächen der Wirtspflanzen. Sie ist ein Endemit Australiens.

## Merkmale

### Makroskopische Merkmale
Puccinia cacao ist mit bloßem Auge nur anhand der auf der Oberfläche des Wirtes hervortretenden Sporenlager zu erkennen. Sie wachsen in Nestern, die als gelbliche bis braune Flecken und Pusteln auf den Blattoberflächen erscheinen.

### Mikroskopische Merkmale
Das Myzel von Puccinia cacao wächst wie bei allen Puccinia-Arten interzellulär und bildet Saugfäden, die in das Speichergewebe des Wirtes wachsen. Die Aecien der Art besitzen runzelige, hyaline 24–31 × 18–26 µm große Aecidiosporen. Die haselnussbraunen Uredien wachsen beidseitig auf den Blättern des Wirtes. Ihre zimtbraunen Uredosporen sind zimt- bis haselnussbraun, eiförmig bis breit ellipsoid, 32–40 × 23–29 µm groß und fein stachelwarzig. Die Telien der Art wachsen auf beiden Seiten der Blätter. Die haselnussbraunen Teleutosporen sind zweizellig, eiförmig bis ellipsoid und 30–39 × 18–22 µm groß; ihre Stiele sind hyalin und dünn.

## Verbreitung
Das bekannte Verbreitungsgebiet von Puccinia cacao beschränkt sich auf Australien.

## Ökologie
Die Wirtspflanze von Puccinia cacao sind als Haplont diverse Wasserfreunde und als Dikaryont verschiedene Hemrthria-Arten sowie Heckelochia porifere. Der Pilz ernährt sich von den im Speichergewebe der Pflanzen vorhandenen Nährstoffen, seine Sporenlager brechen später durch die Blattoberfläche und setzen Sporen frei. Die Art verfügt über einen Entwicklungszyklus mit Telien und Uredien, der ohne Wirtswechsel auskommt. Spermogonien und Aecidien fehlen.